# Clara Clementina de Maillé
Clara Clementina de Maillé - Claire-Clémence de Maillé (francès) - (Brézé, regne de França, 25 de febrer de 1628 - Châteauroux, 16 d'abril de 1694) era una noble francesa, filla del marquès de Brézé Urbain de Maillé-Brézé (1598-1650) i de Nicole du Plessis-Richelieu (1587-1635), i neboda del Cardenal Richelieu.
Com a protegida del Cardenal Richelieu, es va encomanar la seva educació a Madamme Boutillier. De molt jove va ser promesa en matrimoni al príncep Lluís, amb la pretensió del cardenal d'introduir un membre de la seva família a la Cort reial. De fet, el cardenal, en no tenir descendència el rei Lluís XIII de França va maniobrar per tal que algun dia el tron passés a mans del príncep Lluís, de manera que la seva neboda hauria esdevingut reina.
Quan Clara Clementina tenia 13 anys, es va forçar el matrimoni al qual també s'hi oposava el príncep. Malgrat ser menystinguda per ell, després de la caiguda en desgràcia per la participació en la revolta de la Fronda ella va continuar la revolta tot i que el seu marit havia estat arrestat i reclòs a Vincennes.
Finalment la princesa va haver de sotmetre's a la reina regent, Anna d'Àustria i a Mazarino el 1651. Els prínceps de Condé es van instal·lar al Castell de Chantilly i no van poder tornar a la Cort fins al 1660. El 1671 fou tancada pel príncep a Châteauroux, arran d'un escàndol amorós de la princesa, on va romandre fins a la seva mort.

## Matrimoni i fills
L'11 de maig de 1641 es va casar amb el príncep Lluís II de Borbó-Condé (1621-1686), fill del príncep Enric II (1588-1646) i de l'aristòcrata francesa Carlota Margarida de Montmorency (1594-1650). El matrimoni va tenir quatre fills, tres dels quals moriren prematurament:
- Enric (1643-1709), casat amb Anna Enriqueta de Baviera (1648-1723).
- Lluís, (1652-1653).
- una filla, (1657-1660).